# Aulus Sempronius Atratinus (tribun consulaire en -425)
Pour les articles homonymes, voir Sempronius Atratinus.
Aulus Sempronius Atratinus est un homme politique de la République romaine, tribun militaire à pouvoir consulaire en 425, 420 et 416 av. J.-C.

## Famille
Il est membre des Sempronii Atratini, branche de la gens Sempronia. Il est le fils de Lucius Sempronius Atratinus, consul en 444 av. J.-C., et le petit-fils de Aulus Sempronius Atratinus, consul en 497 av. J.-C. Son nom complet est Aulus Sempronius L.f. A.n. Atratinus. Il est probablement le père d'Aulus Sempronius Atratinus (es), maître de cavalerie en 380 av. J.-C.

## Biographie

### Premier tribunat consulaire (425)
En 425 av. J.-C., Atratinus est élu tribun militaire à pouvoir consulaire avec Lucius Quinctius Cincinnatus, Lucius Furius Medullinus et Lucius Horatius Barbatus. Véies se voit accorder une trêve de vingt ans tandis que les Èques obtiennent trois ans de trêve,.

### Deuxième tribunat consulaire (420)
En 420 av. J.-C., Atatinus est élu pour la deuxième fois comme tribun consulaire, une nouvelle fois avec Lucius Quinctius Cincinnatus et Lucius Furius Medullinus, et un nouveau collègue, Marcus Manlius Vulso, tous patriciens. L'élection des questeurs est menée sous la présidence d'Atratinus et débouche sur l'élection de candidats patriciens, ce qui provoque la colère des tribuns de la plèbe Aulus Antistius, Sextus Pompilius et Marcus Canuleius. Ils parviennent à faire condamner le cousin d'Atratinus, Caius Sempronius, consul en 423 av. J.-C., Les tribuns lui reprochent des erreurs commises dans la guerre menée contre les Volsques lors de son consulat et le condamnent à verser une amende de 15 000 as.
C'est durant le deuxième tribunat d'Atratinus que se déroule le procès de la vestale Postumia, soupçonnée d'écarts de conduite mais qui est finalement acquittée,.

### Troisième tribunat consulaire (416)
Atratinus est tribun consulaire une troisième fois en 416 av. J.-C. avec Marcus Papirius Mugillanus, Spurius Nautius Rutilus et peut-être Quintus Fabius Vibulanus Ambustus pour collègues. Cette année-là, les tribuns de la plèbe Salone Maecilius et Marcus Metelius proposent une loi agraire mais leurs collègues posent leur veto,.